# Llista d'asteroides/86801–86900
| Nom     | Designació provisional | Data de descobriment | Lloc de descobriment | Descobridor/s               |
| ------- | ---------------------- | -------------------- | -------------------- | --------------------------- |
| 86801 - | 2000 GJ113             | 6 d'abril, 2000      | Socorro              | LINEAR                      |
| 86802 - | 2000 GY113             | 7 d'abril, 2000      | Socorro              | LINEAR                      |
| 86803 - | 2000 GZ114             | 8 d'abril, 2000      | Socorro              | LINEAR                      |
| 86804 - | 2000 GH115             | 8 d'abril, 2000      | Socorro              | LINEAR                      |
| 86805 - | 2000 GR115             | 8 d'abril, 2000      | Socorro              | LINEAR                      |
| 86806 - | 2000 GS115             | 8 d'abril, 2000      | Socorro              | LINEAR                      |
| 86807 - | 2000 GE116             | 8 d'abril, 2000      | Socorro              | LINEAR                      |
| 86808 - | 2000 GW116             | 2 d'abril, 2000      | Kitt Peak            | Spacewatch                  |
| 86809 - | 2000 GC124             | 7 d'abril, 2000      | Socorro              | LINEAR                      |
| 86810 - | 2000 GD124             | 7 d'abril, 2000      | Socorro              | LINEAR                      |
| 86811 - | 2000 GX124             | 7 d'abril, 2000      | Socorro              | LINEAR                      |
| 86812 - | 2000 GB125             | 7 d'abril, 2000      | Socorro              | LINEAR                      |
| 86813 - | 2000 GS131             | 7 d'abril, 2000      | Kitt Peak            | Spacewatch                  |
| 86814 - | 2000 GB133             | 13 d'abril, 2000     | Prescott             | P. G. Comba                 |
| 86815 - | 2000 GL134             | 8 d'abril, 2000      | Socorro              | LINEAR                      |
| 86816 - | 2000 GB135             | 8 d'abril, 2000      | Socorro              | LINEAR                      |
| 86817 - | 2000 GY135             | 12 d'abril, 2000     | Socorro              | LINEAR                      |
| 86818 - | 2000 GK136             | 12 d'abril, 2000     | Socorro              | LINEAR                      |
| 86819 - | 2000 GK137             | 13 d'abril, 2000     | Socorro              | LINEAR                      |
| 86820 - | 2000 GJ138             | 4 d'abril, 2000      | Anderson Mesa        | LONEOS                      |
| 86821 - | 2000 GV138             | 4 d'abril, 2000      | Anderson Mesa        | LONEOS                      |
| 86822 - | 2000 GY139             | 4 d'abril, 2000      | Anderson Mesa        | LONEOS                      |
| 86823 - | 2000 GO140             | 4 d'abril, 2000      | Anderson Mesa        | LONEOS                      |
| 86824 - | 2000 GS140             | 4 d'abril, 2000      | Anderson Mesa        | LONEOS                      |
| 86825 - | 2000 GM141             | 7 d'abril, 2000      | Anderson Mesa        | LONEOS                      |
| 86826 - | 2000 GG142             | 7 d'abril, 2000      | Anderson Mesa        | LONEOS                      |
| 86827 - | 2000 GN145             | 10 d'abril, 2000     | Kitt Peak            | Spacewatch                  |
| 86828 - | 2000 GR145             | 11 d'abril, 2000     | Kitt Peak            | Spacewatch                  |
| 86829 - | 2000 GR146             | 12 d'abril, 2000     | Socorro              | LINEAR                      |
| 86830 - | 2000 GN147             | 2 d'abril, 2000      | Anderson Mesa        | LONEOS                      |
| 86831 - | 2000 GT147             | 2 d'abril, 2000      | Kitt Peak            | Spacewatch                  |
| 86832 - | 2000 GU152             | 6 d'abril, 2000      | Anderson Mesa        | LONEOS                      |
| 86833 - | 2000 GZ153             | 6 d'abril, 2000      | Anderson Mesa        | LONEOS                      |
| 86834 - | 2000 GY156             | 6 d'abril, 2000      | Kitt Peak            | Spacewatch                  |
| 86835 - | 2000 GJ158             | 7 d'abril, 2000      | Anderson Mesa        | LONEOS                      |
| 86836 - | 2000 GE160             | 7 d'abril, 2000      | Socorro              | LINEAR                      |
| 86837 - | 2000 GH160             | 7 d'abril, 2000      | Socorro              | LINEAR                      |
| 86838 - | 2000 GY161             | 7 d'abril, 2000      | Anderson Mesa        | LONEOS                      |
| 86839 - | 2000 GD162             | 7 d'abril, 2000      | Anderson Mesa        | LONEOS                      |
| 86840 - | 2000 GF162             | 7 d'abril, 2000      | Socorro              | LINEAR                      |
| 86841 - | 2000 GC163             | 9 d'abril, 2000      | Anderson Mesa        | LONEOS                      |
| 86842 - | 2000 GQ166             | 5 d'abril, 2000      | Socorro              | LINEAR                      |
| 86843 - | 2000 GM168             | 4 d'abril, 2000      | Anderson Mesa        | LONEOS                      |
| 86844 - | 2000 GW170             | 5 d'abril, 2000      | Anderson Mesa        | LONEOS                      |
| 86845 - | 2000 GP172             | 2 d'abril, 2000      | Anderson Mesa        | LONEOS                      |
| 86846 - | 2000 GC173             | 3 d'abril, 2000      | Socorro              | LINEAR                      |
| 86847 - | 2000 GV174             | 3 d'abril, 2000      | Kitt Peak            | Spacewatch                  |
| 86848 - | 2000 GL176             | 2 d'abril, 2000      | Kitt Peak            | Spacewatch                  |
| 86849 - | 2000 GY179             | 5 d'abril, 2000      | Anderson Mesa        | LONEOS                      |
| 86850 - | 2000 GA183             | 2 d'abril, 2000      | Anderson Mesa        | LONEOS                      |
| 86851 - | 2000 HK                | 24 d'abril, 2000     | Kitt Peak            | Spacewatch                  |
| 86852 - | 2000 HJ2               | 25 d'abril, 2000     | Kitt Peak            | Spacewatch                  |
| 86853 - | 2000 HC5               | 27 d'abril, 2000     | Socorro              | LINEAR                      |
| 86854 - | 2000 HF5               | 28 d'abril, 2000     | Socorro              | LINEAR                      |
| 86855 - | 2000 HQ5               | 24 d'abril, 2000     | Kitt Peak            | Spacewatch                  |
| 86856 - | 2000 HE9               | 27 d'abril, 2000     | Socorro              | LINEAR                      |
| 86857 - | 2000 HW9               | 27 d'abril, 2000     | Socorro              | LINEAR                      |
| 86858 - | 2000 HS11              | 28 d'abril, 2000     | Socorro              | LINEAR                      |
| 86859 - | 2000 HU11              | 28 d'abril, 2000     | Socorro              | LINEAR                      |
| 86860 - | 2000 HX11              | 28 d'abril, 2000     | Socorro              | LINEAR                      |
| 86861 - | 2000 HA12              | 28 d'abril, 2000     | Socorro              | LINEAR                      |
| 86862 - | 2000 HU13              | 28 d'abril, 2000     | Socorro              | LINEAR                      |
| 86863 - | 2000 HY14              | 27 d'abril, 2000     | Socorro              | LINEAR                      |
| 86864 - | 2000 HH16              | 29 d'abril, 2000     | Socorro              | LINEAR                      |
| 86865 - | 2000 HV16              | 24 d'abril, 2000     | Kitt Peak            | Spacewatch                  |
| 86866 - | 2000 HD18              | 24 d'abril, 2000     | Kitt Peak            | Spacewatch                  |
| 86867 - | 2000 HU18              | 25 d'abril, 2000     | Kitt Peak            | Spacewatch                  |
| 86868 - | 2000 HA20              | 27 d'abril, 2000     | Kitt Peak            | Spacewatch                  |
| 86869 - | 2000 HF20              | 29 d'abril, 2000     | Kitt Peak            | Spacewatch                  |
| 86870 - | 2000 HK20              | 29 d'abril, 2000     | Kitt Peak            | Spacewatch                  |
| 86871 - | 2000 HA21              | 27 d'abril, 2000     | Socorro              | LINEAR                      |
| 86872 - | 2000 HE21              | 27 d'abril, 2000     | Socorro              | LINEAR                      |
| 86873 - | 2000 HH21              | 27 d'abril, 2000     | Socorro              | LINEAR                      |
| 86874 - | 2000 HL21              | 27 d'abril, 2000     | Socorro              | LINEAR                      |
| 86875 - | 2000 HN21              | 28 d'abril, 2000     | Socorro              | LINEAR                      |
| 86876 - | 2000 HZ21              | 29 d'abril, 2000     | Socorro              | LINEAR                      |
| 86877 - | 2000 HG22              | 29 d'abril, 2000     | Socorro              | LINEAR                      |
| 86878 - | 2000 HD24              | 30 d'abril, 2000     | Haleakala            | NEAT                        |
| 86879 - | 2000 HS25              | 24 d'abril, 2000     | Anderson Mesa        | LONEOS                      |
| 86880 - | 2000 HE26              | 24 d'abril, 2000     | Anderson Mesa        | LONEOS                      |
| 86881 - | 2000 HD27              | 27 d'abril, 2000     | Socorro              | LINEAR                      |
| 86882 - | 2000 HE27              | 27 d'abril, 2000     | Socorro              | LINEAR                      |
| 86883 - | 2000 HH27              | 27 d'abril, 2000     | Socorro              | LINEAR                      |
| 86884 - | 2000 HJ27              | 27 d'abril, 2000     | Socorro              | LINEAR                      |
| 86885 - | 2000 HU27              | 28 d'abril, 2000     | Socorro              | LINEAR                      |
| 86886 - | 2000 HR29              | 28 d'abril, 2000     | Socorro              | LINEAR                      |
| 86887 - | 2000 HV29              | 28 d'abril, 2000     | Socorro              | LINEAR                      |
| 86888 - | 2000 HB30              | 28 d'abril, 2000     | Socorro              | LINEAR                      |
| 86889 - | 2000 HF30              | 28 d'abril, 2000     | Socorro              | LINEAR                      |
| 86890 - | 2000 HN31              | 29 d'abril, 2000     | Socorro              | LINEAR                      |
| 86891 - | 2000 HK32              | 29 d'abril, 2000     | Socorro              | LINEAR                      |
| 86892 - | 2000 HQ32              | 29 d'abril, 2000     | Socorro              | LINEAR                      |
| 86893 - | 2000 HK33              | 29 d'abril, 2000     | Socorro              | LINEAR                      |
| 86894 - | 2000 HJ34              | 25 d'abril, 2000     | Anderson Mesa        | LONEOS                      |
| 86895 - | 2000 HW34              | 25 d'abril, 2000     | Kvistaberg           | Uppsala-DLR Asteroid Survey |
| 86896 - | 2000 HP37              | 29 d'abril, 2000     | Socorro              | LINEAR                      |
| 86897 - | 2000 HK39              | 29 d'abril, 2000     | Kitt Peak            | Spacewatch                  |
| 86898 - | 2000 HE40              | 30 d'abril, 2000     | Kitt Peak            | Spacewatch                  |
| 86899 - | 2000 HQ40              | 28 d'abril, 2000     | Socorro              | LINEAR                      |
| 86900 - | 2000 HM42              | 29 d'abril, 2000     | Socorro              | LINEAR                      |